# Síndrome da mão alienígena
A síndrome da mão alienígena é uma atividade motora de origem involuntária, consequentemente oriunda de um Acidente Vascular Encefálico (AVE) agudo. Essa síndrome faz com que o paciente perca o controle de suas habilidades motoras da região do carpo, fazendo-o com que o mesmo realize movimentos autônomos de forma involuntária, mas que pareçam ser intencionais. Foi descrita em 1908 por Goldestein baseada em uma paciente que sobre um infarto no lado direito do hemisfério cerebral, e que logo depois passou a ter uma determinada fraqueza em sua perna esquerda e problemas motores no seu braço esquerdo (segundo o relato da paciente, ela afirmava que seu braço parecia não ser dela).
Alguns anos após, Akelaitis (1944) relatou o caso de dois pacientes que tiveram o seu corpo caloso seccionado para amenizar os ataques de epilepsia que sofriam. Um deles relatou que sua mão esquerda realizava movimentos involuntários se comparada à direita. Mas somente em 1972 dois cientistas, Brion e Jedynak, que a nomearam de Síndrome da mão alienígena. Um problema que ocorre devido a uma certa lesão no corpo caloso.

## Sintomas
- Conflito intermanual
- Movimento espelhado, onde uma mão move-se automaticamente imitando o movimento da outra
- Sincinesia
- Reflexo de preensão
- Comportamento compulsivo de manipulação de objetos

## Relatos
Karen Byrne, de 55 anos, que sofre de uma condição rara chamada Síndrome da Mão Alienígena. O problema começou após ela passar por uma cirurgia, aos 27 anos, para controlar sua epilepsia, que havia dominado sua vida desde seus 10 anos de idade. A cirurgia para curar a epilepsia normalmente envolve identificar e depois cortar um pequeno pedaço do cérebro no qual os sinais elétricos anormais se originam. Quando isso não funciona, ou quando a área danificada não pode ser identificada, os pacientes precisam passar por uma solução mais radical. No caso de Byrne, seu cirurgião cortou seu corpo caloso, um feixe de fibras nervosas que mantém os dois hemisférios do cérebro em permanente contato. Karen Byrne havia saído da operação com uma mão esquerda que estava fora de controle. "Eu acendia um cigarro, colocava-o no cinzeiro e então minha mão esquerda jogava-o fora. Ela tirava coisas da minha bolsa sem que eu percebesse. Perdi muitas coisas até que eu percebesse o que estava acontecendo", diz.

## Tratamento
Não há cura para tal síndrome, por ela não ser tão conhecida, não há grandes pesquisas na área. Mas alguns cientistas trabalham para reduzir os sintomas da mesma, as pessoas portadoras dessa patologia podem se recuperar depois de um tempo. Entretanto, a recuperação não é tão eficaz com pessoas que sofrem com doenças neurodegenerativas. Alguns tratamentos existentes consistem na utilização da toxina botulínica, que é um ótimo bloqueador de sinapse neuromuscular. Abordagens como a terapia de caixa de espelho (usada também para tratar os sintomas do membro fantasma), técnicas de terapia cognitiva e terapias comportamentais de tarefa de aprendizagem podem ajudar a controlar os sintomas.